# Les Boucles du Sud Ardèche 2010
Les Boucles du Sud Ardèche 2010, decima edizione della corsa e valida come evento dell'UCI Europe Tour 2010 categoria 1.2, si svolse il 28 febbraio 2010 su un percorso di 202,6 km. Fu vinta dal francese Christophe Riblon che giunse al traguardo con il tempo di 5h04'01", alla media di 39,985 km/h.
All'arrivo 53 ciclisti tagliarono il traguardo.

## Squadre e corridori partecipanti
| N.    | Cod. | Squadra               |
| ----- | ---- | --------------------- |
| 1-8   | BTL  | Bbox Bouygues Telecom |
| 11-18 | ALM  | AG2R La Mondiale      |
| 21-28 | FDJ  | FDJ                   |
| 31-38 | SAX  | Team Saxo Bank        |
| 41-48 | SAU  | Saur-Sojasun          |
| 51-58 | SKS  | Skil-Shimano          |
| 61-68 | CMO  | Carmiooro-N.G.C.      |

| N.      | Cod. | Squadra                   |
| ------- | ---- | ------------------------- |
| 71-78   | BSC  | Bretagne-Schuller         |
| 81-88   | AUB  | BigMat-Auber 93           |
| 91-98   | RLM  | Roubaix-Lille Métropole   |
| 101-108 | RB3  | Rabobank Continental Team |
| 111-118 | COF  | Cofidis                   |
| 121-128 | TIK  | Itera-Katusha             |
| 131-138 | ARH  | Atlas Personal-BMC        |

## Ordine d'arrivo (Top 10)
| Pos. | Corridore         | Squadra       | Tempo    |
| ---- | ----------------- | ------------- | -------- |
| 1    | Christophe Riblon | AG2R La Mon.  | 5h04'01" |
| 2    | Pierrick Fédrigo  | Bouygues Tel. | s.t.     |
| 3    | Cyril Gautier     | Bouygues Tel. | s.t.     |
| 4    | Thierry Hupond    | Skil-Shimano  | s.t.     |
| 5    | Julien Simon      | Saur-Sojasun  | s.t.     |
| 6    | Alexandre Geniez  | Skil-Shimano  | s.t.     |
| 7    | Emanuele Sella    | Carmiooro     | s.t.     |
| 8    | Rémi Pauriol      | Cofidis       | s.t.     |
| 9    | Jérôme Coppel     | Saur-Sojasun  | s.t.     |
| 10   | Eduardo Gonzalo   | Bretagne      | s.t.     |